# Cystostemon mwinilungensis
Cystostemon mwinilungensis är en strävbladig växtart som beskrevs av E.S. Martins. Cystostemon mwinilungensis ingår i släktet Cystostemon, och familjen strävbladiga växter. Inga underarter finns listade i Catalogue of Life.